# Polizeimuseum Bremerhaven
Das Polizeimuseum Bremerhaven der Ortspolizeibehörde Bremerhaven befindet sich in Bremerhaven-Lehe in der Hinrich-Schmalfeldt-Straße 31 im Stadthaus 6.

## Beschreibung
Das Polizeimuseum wird von der Ortspolizeibehörde Bremerhaven zusammen mit dem Förderverein für polizeiliche Prävention und Polizeigeschichte Bremerhaven betrieben.
Gezeigt werden u. a. Kriminalfälle von 1875 bis 2016, die Geschichte der kommunalen Polizei von Bremerhaven sowie Lehe und Geestemünde, beide im Königreich Hannover bzw. im Königreich Preußen, ein Dienstzimmer vom Polizeirevier Geestemünde aus den 1970er Jahren, mehrere Zellen, eine nachgebaute Drogenplantage, Polizeiuniformen und ein Motorrad der Verkehrspolizei.
Die Ausstellungsfläche „Polizeigewahrsam“ konnte verdoppelt werden. Nach einer Konzeption von 2010 erfolgte bis 2012 die Umwandlung und Neugestaltung zu einem Polizeimuseum auf einer Fläche von über 300 m².
Das Museum kann nur im Rahmen von angemeldeten kostenlosen Gruppenführungen besichtigt werden.